# Playa Bagdad
Playa Bagdad es una pequeña localidad de situada en la costa del golfo de México. Se ubica en el municipio de Matamoros en el estado mexicano de Tamaulipas. De acuerdo al censo del año 2020 la localidad tiene un total de 65 habitantes.

## Historia
Playa Bagdad lleva este nombre desde 1991, en recuerdo al puerto que existió entre 1860 y 1910 en este lugar. Anteriormente se le conocía como Playa Lauro Villar y, curiosamente como Playa Washington inicialmente. Si bien la ciudad de Matamoros ya contaba con un puerto fluvial, para 1850 ya existía un puerto en la desembocadura en el México del Río Bravo al que se le llamó Bagdad.
En 1858 el gobernador Ramón Guerra decreta la creación de una zona de libre comercio internacional, ratificada en 1861 por el presidente Benito Juárez. La zona libre ofrece grandes oportunidades, favorece el comercio y consolida capitales e incluye al municipio de Matamoros. Se convirtió en el puerto de intercambio con el exterior para el Norte de Tamaulipas, Nuevo León, Coahuila, Durango, Chihuahua y Nuevo México, gracias a un activo comercio fluvial, con barcos que remontaban el río hasta Camargo y algunas veces llegaban a Laredo por donde ingresaban café, ixtle, especias, vainilla, aguardiente, telas, con un valor de 40 millones de pesos.
Al puerto de Bagdad, llegaban barcos de gran calado que traían diversas mercancías que se distribuían entre los comercios locales tales como vinos de Europa, pianos, máquinas de coser, telas, calesas, metales preciosos, velas, planchas de hierro, maderas preciosas, etcétera. El puerto de Bagdad tenía alrededor de 15,000 habitantes que edificaron sus casas de distintos estilos sobre terreno arenoso y utilizando fundamentalmente la madera.
El 23 de enero de 2014 en sesión de cabildo se acordó renombrar la Playa Bagdad como Playa Costa Azul en honor al grupo formado por el músico matamorense Rigo Tovar. Dicho nombre afectaría a la mitad norte de la playa, conservándose el de Bagdad para el tramo sur (desde las escolleras, hasta el puerto del Mezquital).
En 2017 se descartó el nombre de Costa Azul al no ser oficialmente ratificado el renombramiento por el Congreso del Estado, actualmente conserva el nombre de Playa Bagdad, el cual es un nombre histórico.

## Playa Bagdad en la Guerra de Secesión Estadounidense
Puerto Bagdad adquirió enorme importancia durante la Guerra de Secesión de los Estados Unidos (1861-1865), pues era el enlace vital de los estados rebeldes confederados del sur de Estados Unidos con el comercio exterior.
Dado que la Armada estadounidense bloqueó los puertos confederados durante el conflicto, la Confederación recurrió a Puerto Bagdad para exportar sus productos, especialmente el algodón, pues la neutralidad de México en la conflagración aseguraba el libre acceso al mar a través de los puertos mexicanos.
La mercancía se intercambiaba mediante un ferry a través del Río Bravo que comunicaba a Matamoros con Brownsville. El ferry transportaba el algodón confederado de Texas, Arkansas y Luisiana hasta Matamoros en México. De allí era enviado a Puerto Bagdad, donde se negociaba su destino final vía La Habana hacia Europa; finalmente la mercancía se enviaba en botes pequeños a embarcaciones ancladas a cierta distancia de la playa. A cambio los confederados recibían medicinas, telas, zapatos, armas y municiones.
Tal fue la bonanza con el comercio confederado, que al finalizar la guerra, el puerto cayó en una fuerte depresión económica de la que jamás se recuperó del todo.
Por esto mismo alrededor del 20% de los habitantes son esclavos en el peor de los casos.

## Turismo
Es una playa de suave arena, atractivo vacacional muy socorrido en temporada de calor. Su oleaje es muy tranquilo y, a diferencia de otras playas, “plana” y poco profunda.
Playa Bagdad se localiza a 29 km al este de Matamoros.  
| Año  | Reyna del Mar      |  | Año  | Reyna                        |
| ---- | ------------------ |  | ---- | ---------------------------- |
| 2000 | Sabine Moussier    |  | 2010 | Aleida Nuñez                 |
| 2001 | Lorena Herrera     |  | 2011 | Cecilia Galeano              |
| 2002 | Ninel Conde        |  | 2012 | Alicia Machado               |
| 2003 | Niurka Marcos      |  | 2013 | Marjorie de Sousa            |
| 2004 | Luz Elena González |  | 2014 | Sebastián Rulli              |
| 2005 | Maribel Guardia    |  | 2015 | Don Omar                     |
| 2006 | Ninel Conde        |  | 2016 | Emir Pabon (Grupo cañaveral) |
| 2007 | Marlene Favela     |  | 2017 | Malillany Marín              |
| 2008 | Edith González     |  | 2018 | África Zavala                |
| 2009 | Dorismar           |  | 2019 | Irina Baeva                  |
| 2020 | Marisol González   |  | 2021 | Suspendido COVID 19          |
| 2022 | Yuli Flores        |  | 2023 | Scarlett Mercado             |
| 2024 | Viana Silva        |  | 2025 | Galilea Montijo              |

## Educación
El grado medio de escolaridad en Playa Bagdad es de 6.84, la media en el municipio es de 8.06, en el estado de 8.04, mientras el número sea más alto indica una población con mayor formación académica. Para obtener este número se suman los años aprobados desde primero de primaria hasta el último año que cursó cada habitante; posteriormente, se divide entre el número de habitantes de la localidad.
[cita requerida]